# Női 2000 méteres akadályfutás a 2011. évi nyári európai ifjúsági olimpiai fesztiválon
A 2011. évi nyári európai ifjúsági olimpiai fesztiválon az atlétikai versenyszámokat Trabzonban rendezték. A női 2000 méteres akadályfutás döntőjét július 25.-én rendezték.

## Döntő
| H     | Név                      | Nemzet              | E       | Mj  |
| ----- | ------------------------ | ------------------- | ------- | --- |
| Arany | Dana Elena Loghin        | Románia             | 6:40.93 | CR  |
| Ezüst | Johanna Christine Schulz | Németország         | 6:46.49 | PB  |
| Bronz | Olja Nikolic             | Szerbia             | 6:48.05 | PB  |
| 4     | Oona Kettunen            | Finnország          | 6:49.35 |     |
| 5     | Viktoriya Kalyuzhna      | Ukrajna             | 6:55.81 |     |
| 6     | Charlotte Sijmens        | Belgium             | 6:59.92 | PB  |
| 7     | Solenn Riou              | Franciaország       | 7:04.80 |     |
| 8     | Desanka Ciro             | Bosznia-Hercegovina | 7:07.61 | PB  |
| 9     | Violeta Godlevska        | Litvánia            | 7:24.93 |     |
| 10    | Anna Marija Kalna        | Lettország          | 7:25.40 |     |
| 11    | Ayse Argun               | Törökország         | 7:28.94 |     |
| 12    | Halina Rees              | Egyesült Királyság  | 7:29.70 |     |
| 13    | Tinatin Papuashvili      | Grúzia              | 7:29.75 |     |
| -     | Silvia Florea            | Moldova             | -       | DNF |